# Peter Larsen Skræppenborg
Peter Larsen Skræppenborg døbt Oluf Peter Holm Larsen (født 8. oktober 1802 i Hunderup, død 6. januar 1873 i Dons) var en dansk bonde og lægprædikant.
Faren, branddirektør Niels Larsen , satte ham i lære som landmåler. Da han døde, kunne Peter Larsen følge sin lyst og blive landmand. Han tog tjeneste hos en enke på gården Skræppenborg, Brylle Sogn ved Odense, og 19 år gammel giftede han sig med en af hendes døtre. Familien var, som mange dengang på Fyn, påvirket fra Christiansfeld, og efter Brødremenighedens skik blev der kastet lod om, hvem af børnene der skulle have gården, og loddet faldt på Peter Larsens kone.

## Den fynske vækkelsesbevægelse
Peter Larsen blev tidligt draget ind i den fynske vækkelsesbevægelse, som udgik fra Christen Madsen, Bregnør Mark ved Kerteminde. Da de gudelige forsamlinger på Fyn kom i gang, deltog han i dem med stor iver. 
Sammen med Christen Madsen og andre rejste han også til Jylland for at holde forsamlinger, konventikler, som var forbudt ved Konventikelplakaten af 1741. Han blev derfor flere gange arresteret og og idømt bøde, en mulkt; men øvrighedens optræden var så usikker og straffene så ubetydelige, at prædikanternes iver snarere blev opildnet end dæmpet derved.
Også i sit hjem holdt han forsamlinger sammen med Anders Larsen (Gamborg, †1868). De blev dog senere modstandere, da Anders Larsen Gamborg sluttede sig til den retning, der blev til Indre Mission, mens Peter Larsen mere og mere sluttede sig til den grundtvigske retning.
Peter Larsen fortsatte sin virksomhed som lægprædikant efter, at han havde solgt sin gård og købt en anden i Dons nord for Kolding. Her byggede han en stor forsamlingssal. Hans høstgilder samlede i mange år mange præster og lægmænd.
I modsætning til så mange andre af vækkelsesbevægelses ledere gav han sig ikke af med politik, undtagen når han syntes, at fædrelandets største interesser stod på spil. 1864 var han med at indsende en skrivelse til regeringen om, at den ikke ved sine overvejelser om enten krigen skulle fortsættes eller ej, måtte tage hensyn til, hvad jyderne led ved den, og efter fredslutningen vakte han opsigt ved i Kolding offentlig at tale til kongen og opfordre ham til at omgive sig med danske mænd.
Peter Larsen lagde vægt på i klæder og væsen at blive ved at være bonde, men han var tillige en dygtig bonde. Det smukkeste træk i hans liv er den storartede gavmildhed, han udviste alle vegne, hvor der udførtes noget, som havde hans sympati.
Efter at hans første kone var død 1866, giftede han sig atter 1868. Han døde 6. januar 1873 og er begravet ved Almind Kirke.
- Mindesten i Skibelund Krat